# Вавау (аэропорт)
Аэропорт Вавау (ИАТА: VAV, ИКАО: NFTV) — международный аэропорт на архипелаге Вавау, Тонга. Расположен в 10 км к северу от города Неиафу. В настоящее время совершаются только внутренние рейсы, их выполняет авиакомпания Real Tonga. Сеть пунктов назначения включает в себя Тонгатапу (несколько рейсов в день, продолжительность полёта около 50 минут), Хаапай и Апиа.
Длина взлётно-посадочной полосы — 1705 метров, ширина — 45 м.